# Luquillo
Luquillo è una città di Porto Rico situata sulla costa nord-orientale dell'isola. L'area comunale confina a est e a sud con Fajardo e a ovest con Río Grande. È bagnata a nord dalle acque dell'oceano Atlantico. Il comune, che fu fondato nel 1797, oggi conta una popolazione di quasi 10.000 abitanti ed è suddiviso in sei circoscrizioni (barrios).

## Toponimo
I monti “Loquillo” furono chiamati così perché furono abitati per lungo tempo da un indio che resistette costantemente a sottomettersi alla dominazione spagnola, pur essendo poco più che solo, e che, per questo motivo, fu chiamato così dai conquistatori che finirono per andarsene da lui alla sua misericordia e felicità su quelle montagne.

## Storia

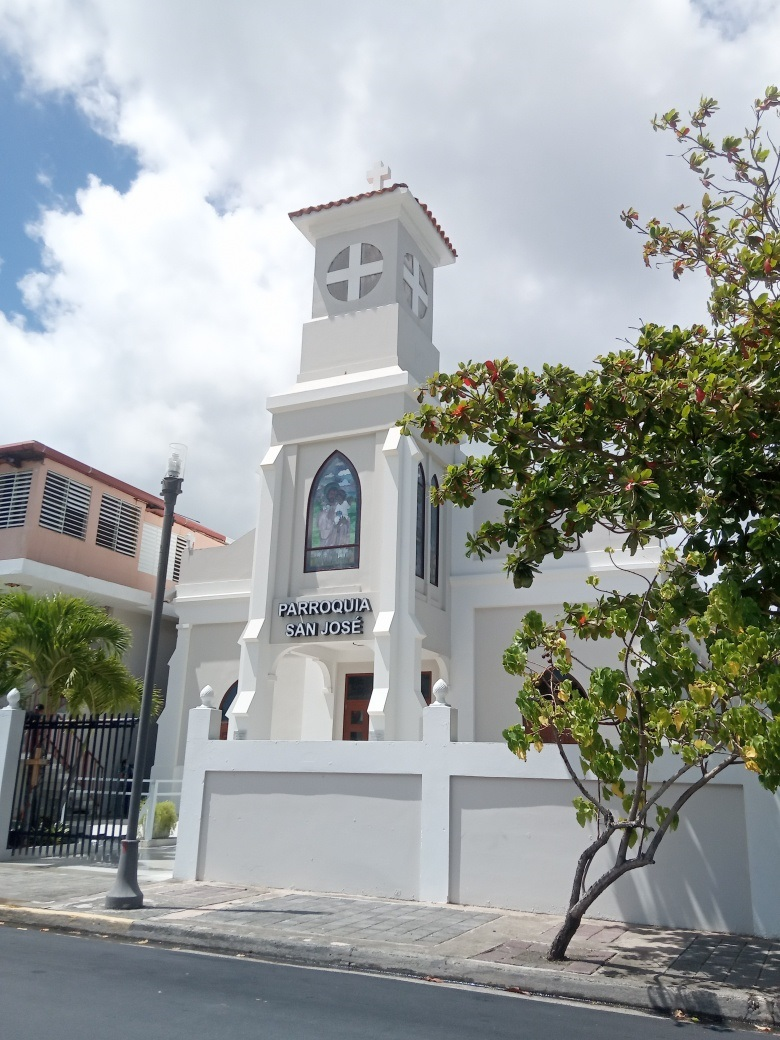
Parrocchia di San José de Luquillo

La terra Luquillense fu la prima terra portoricana avvistata da Cristoforo Colombo nella sua impresa di scoperta di Boriquén. Era il pomeriggio del 18 novembre 1493 quando, dopo aver scoperto le Isole Vergini, navigando verso ovest, il grande Ammiraglio vide all'orizzonte la "Sierra de Luquillo", secondo lo storico Salvador Brau nella sua opera "La colonizzazione di Puerto Ricco".
Ma fu solo 300 anni dopo, nel 1787, che ebbero luogo gli inizi di questa affascinante città.
Luquillo si trova nell'estremo nord-est di Porto Rico, tra i comuni di Fajardo e Río Grande. Questa regione, così come Humacao, Fajardo, Loíza e altri vicini, fu soggetta a continui attacchi da parte dei Caribi, alleati con i loro tradizionali nemici, i Taínos, contro il nemico comune, gli spagnoli. Quest'ultimi che lasciarono Hato de Caparra entrarono nella catena montuosa fino a raggiungere le coste dove si stabilirono lungo un fiume dalle fresche acque cristiane.
Nei primi decenni dopo la conquista, trovarono ricchi giacimenti d'oro che furono sfruttati. I minatori costruirono un eremo attorno al quale costruirono le loro case. Uno spagnolo che era il capo della spedizione, Don Cristóbal Guzmán, costruì un villaggio che in seguito fu chiamato Luquillo, dal nome del valoroso capo Loquillo. Lo costruirono sotto il patronato di San Juan Obrero, erigendo una cappella. L'eremo era dedicato a San José de Luquillo. Questo e le miniere furono oggetto di attacchi amerindi, quindi la popolazione non raggiunse lo sviluppo.

## Geografia

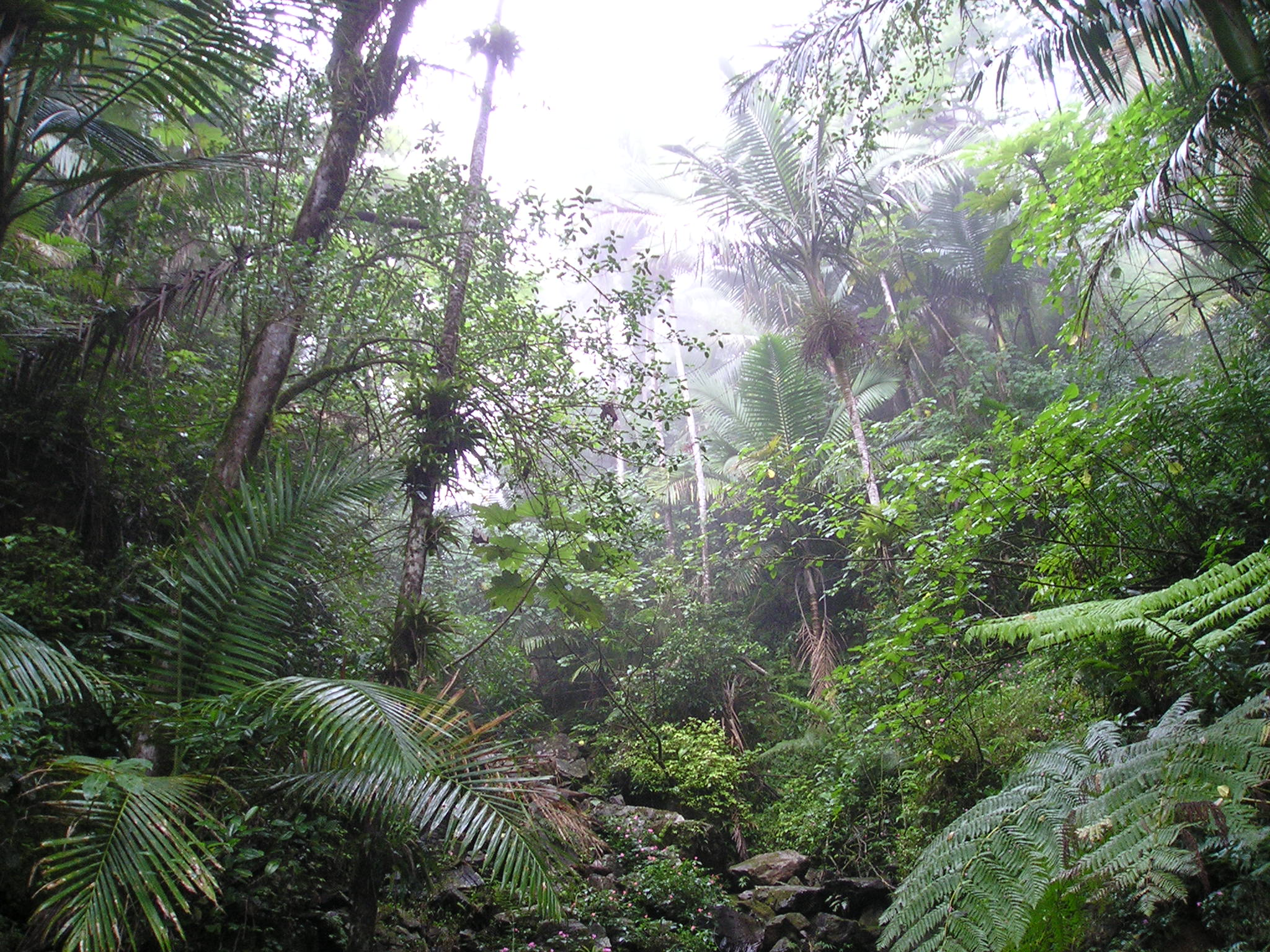
Vegetazione endemica nella foresta nazionale caraibica

Luquillo si trova sulla costa nord-orientale. Questo comune appartiene alla regione Llanos Costaneros del Norte. È una pianura alluvionale molto fertile. Sebbene la maggior parte del territorio sia pianeggiante, la sua topografia presenta alcuni rilievi minori appartenenti alla Sierra de Luquillo nel sud e nel sud-est, dove le altitudini raggiungono circa 500 metri sul livello del mare (1.640 piedi). Vicino alla costa, tra i quartieri Juan Martín de Luquillo e Quebrada Fajardo de Fajardo, si trovano le colline Barros e Zalduondo. Questi non superano i 227 metri (748 piedi).

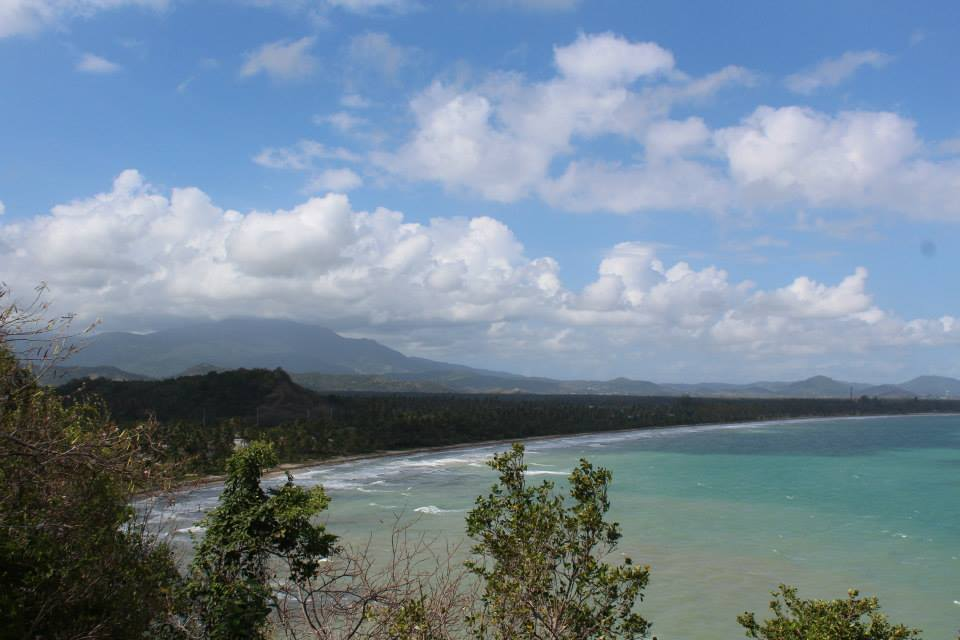
Riserva Humacao e la Sierra de Luquillo come sfondo

La Foresta Nazionale Caraibica, conosciuta come El Yunque, fa parte della zona montuosa della Sierra de Luquillo. La sua superficie è di circa 11.330 ettari (28.000 acri) appartenenti ai comuni di Luquillo, Río Grande, Naguabo, Fajardo, Ceiba, Canóvanas e Las Piedras. L'altezza massima della foresta è registrata dalla vetta El Toro o Guzmán Arriba, che raggiunge i 1.074 metri sul livello del mare. Anche questa foresta fu dichiarata riserva forestale nel 1876, per ordine del governo spagnolo.
Luquillo è bagnata dai fiumi Mameyes, Sabana e dai loro affluenti: Pitahaya, Cristal e Camándulas, Juan Martín e dal ruscello Mata de Plátano. I fiumi Sabana e Juan Martín hanno origine in città e misurano rispettivamente 12,6 km (7,6 miglia) e 5,7 km (3,4 miglia). Il Mameyes è originario del Río Grande. Il comune possiede anche una bellissima spiaggia e i punti Embarcadero e La Bandera. Inoltre, conserva circa 20 ettari di bacino e mangrovie fluviali. Alla foce del fiume Mameyes, tra Río Grande e Luquillo, la quantità di mangrovie è quasi il doppio di quella menzionata. A Luquillo è stato rinvenuto oro, associato ad altri minerali, e una quantità limitata di rame.

### Barrios
Come tutti i comuni di Porto Rico, anche Luquillo è suddiviso in barrios e gli edifici comunali, la piazza centrale e la grande chiesa cattolica si trovano in un barrio denominato "el pueblo".
1. Juan Martín
2. Luquillo barrio-pueblo
3. Mameyes I
4. Mata de Plátano
5. Pitahaya
6. Sabana

### Settori
Barrios (che sono, in tempi contemporanei, più o meno paragonabili a divisioni civili minori) e subbarrios, sono ulteriormente suddivisi in aree più piccole chiamate settori. I tipi di settori possono variare, dal settore normale all'urbanizzazione al reparto, alla barriada, al residenziale, tra gli altri.

### Comunità speciali
Le Comunidades Especiales de Puerto Rico sono comunità emarginate i cui cittadini sperimentano una certa esclusione sociale. Una mappa mostra che queste comunità sono presenti in quasi tutti i comuni del Commonwealth. Dei 742 luoghi presenti nell'elenco nel 2014, i seguenti barrios, comunità, settori o quartieri erano a Luquillo: Barrio Pitahaya, Sector Santo Domingo, Mata de Plátano, Río Chiquito e Sector Fortuna Playa.

## Turismo

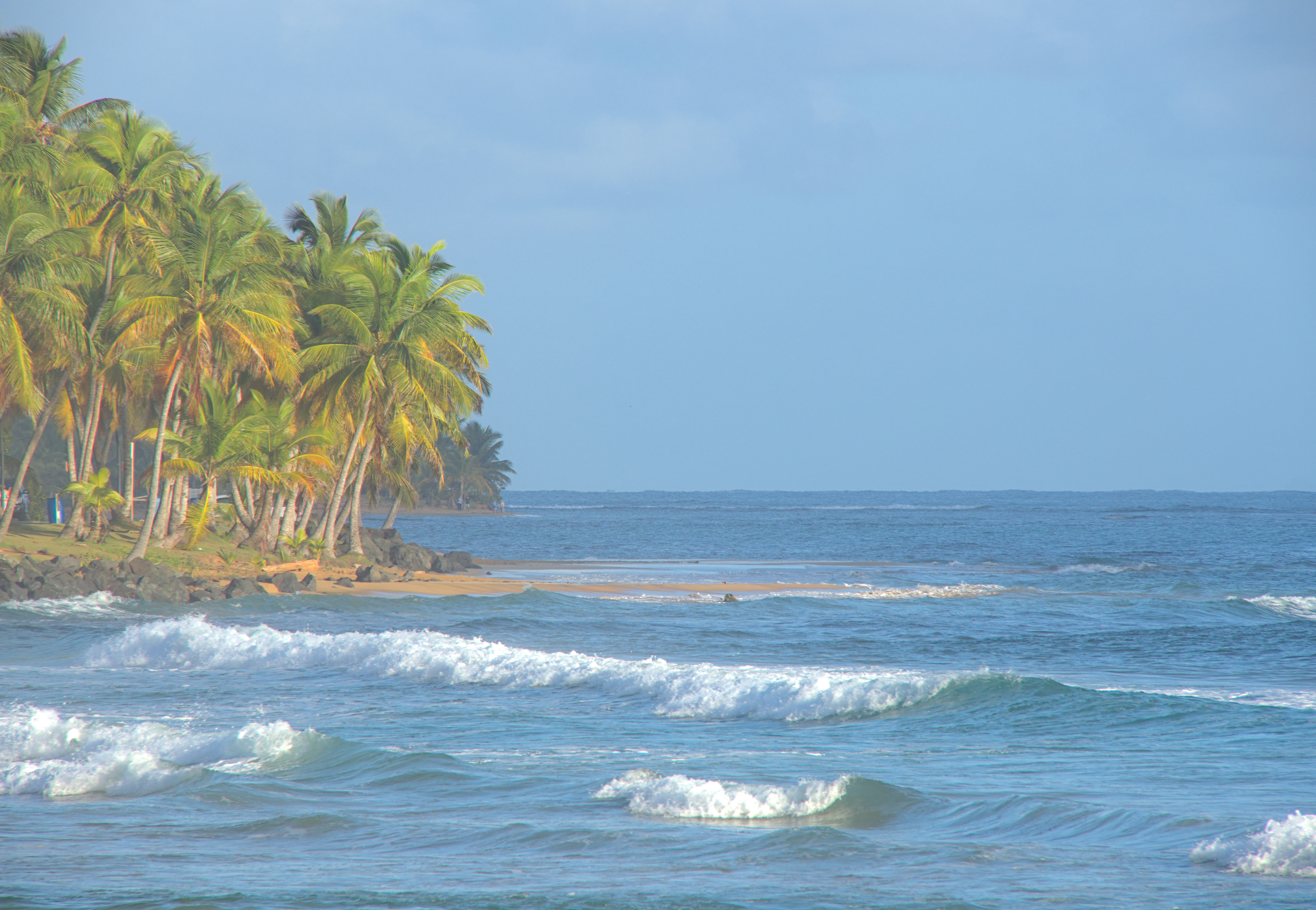
Vista della spiaggia di Luquillo

Ci sono 14 spiagge a Luquillo tra cui Playa La Pared, che si traduce in "Il Muro", considerata una spiaggia pericolosa. Se rimani sulla strada costiera in direzione est da San Juan, raggiungerai presto la spiaggia di Luquillo, ufficialmente conosciuta come La Monserrate Beach (Balneario de la Monserrate). Questa enorme piantagione di maestose palme da cocco ombreggia più di un miglio di sabbia fine e scintillante. È una delle spiagge pubbliche più famose e belle dell'area metropolitana di San Juan. Offre mense, bagni pubblici con docce, accesso per disabili e un ampio parcheggio. La Monserrate Beach è una delle spiagge pubbliche più frequentate dalla gente del posto. La Selva è una piccola insenatura sulla costa orientale. È senza dubbio uno dei migliori spot per il surf sulla costa orientale. L'unico modo per arrivarci è una passeggiata di circa 2 miglia attraverso un allevamento di mucche, ma ne vale la pena se riesci a convincere qualcuno a dirti come arrivarci.

### Punti di riferimento e luoghi di interesse
• Monumento dello Chief Loquillo
• La Fortuna Hacienda
• La Bandera Beach

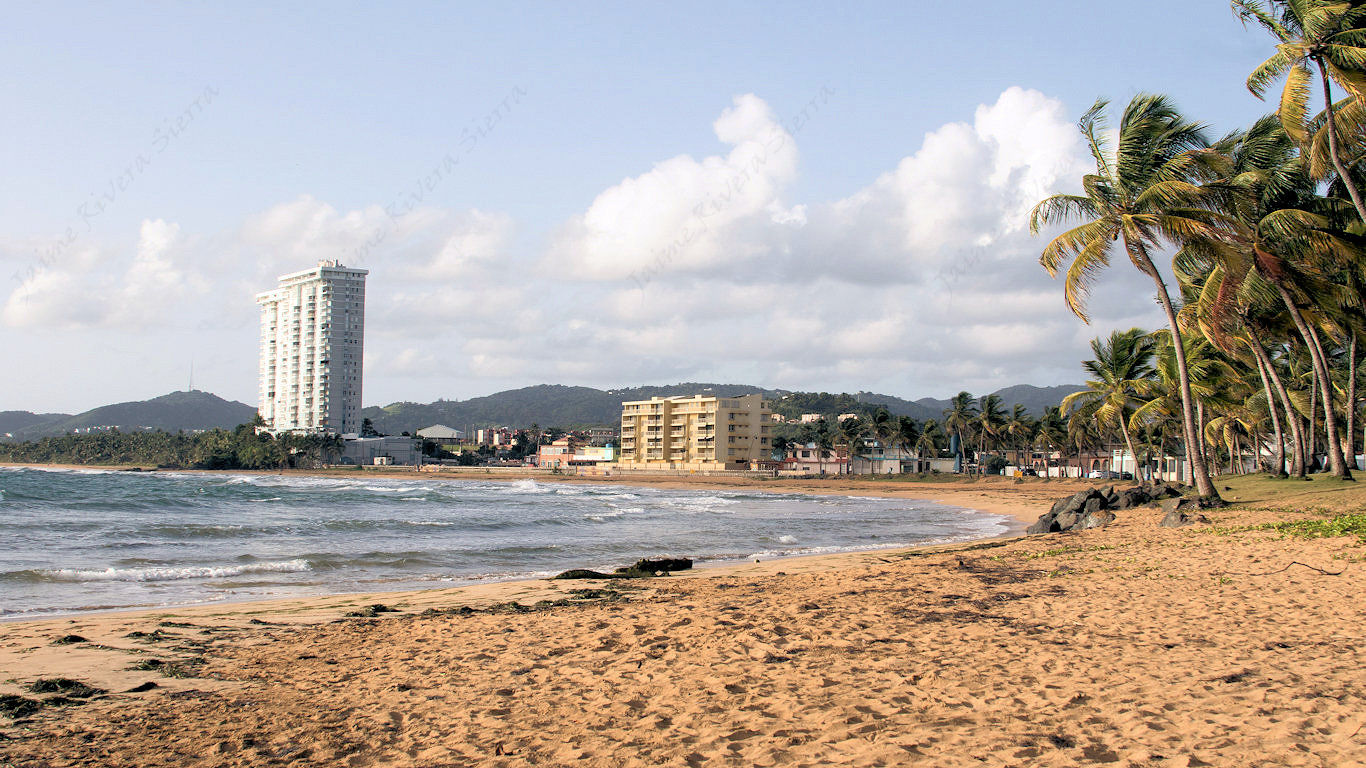
Veduta di Luquillo – Playa La Pared

• La Monserrate Beach, conosciuta anche come Luquillo Beach
• La Pared Beach
• Las Pailas Beach
• Mameyes Beach
• Ocean View Boulevard
• Fortuna Beach
• The Recreational Park (Il parco ricreativo)
• I chioschi della Luquillo Beach
• La Selva Reef Break

## Cultura

### Festival ed eventi
Luquillo celebra la festa del suo santo patrono a marzo. Le Fiestas Patronales de San Jose sono una celebrazione religiosa e culturale che generalmente prevede sfilate, giochi, artigianato, giostre, cibo regionale e intrattenimento dal vivo.
Altri festival ed eventi celebrati a Luquillo includono:
Festival della tartaruga liuto - aprile
Festival di Zangueros - giugno
Festival del cocco - settembre
Festival della Cucina Tradizionale - Dicembre

## Demografia
| Etnie – Luquillo, Porto Rico - 2005  | Etnie – Luquillo, Porto Rico - 2005 | Etnie – Luquillo, Porto Rico - 2005 |
| Razza                                | Pop.                                | %±                                  |
| ------------------------------------ | ----------------------------------- | ----------------------------------- |
| Bianchi                              | 10,112                              | 57.4%                               |
| Neri/Afroamericani                   | 4,345                               | 23.7%                               |
| Nativi americani e d'Alaska          | 120                                 | 0.6%                                |
| Asiatici                             | 62                                  | 0.3%                                |
| Nativi hawaiani/Isolani del Pacifico | 3                                   | 0.0%                                |
| Altre razze                          | 2,933                               | 14.8%                               |
| Due o più razze                      | 610                                 | 3.1%                                |

## Governo
Come tutti i comuni di Porto Rico, Luquillo è amministrato da un sindaco. L'attuale è Jesús Márquez Rodríguez, eletto alle elezioni generali del 2012.
La città appartiene al distretto senatoriale VIII di Porto Rico, rappresentato da due senatori. Nello stesso anno, Pedro A. Rodríguez e Luis Daniel Rivera sono stati eletti senatori distrettuali.

## Trasporti

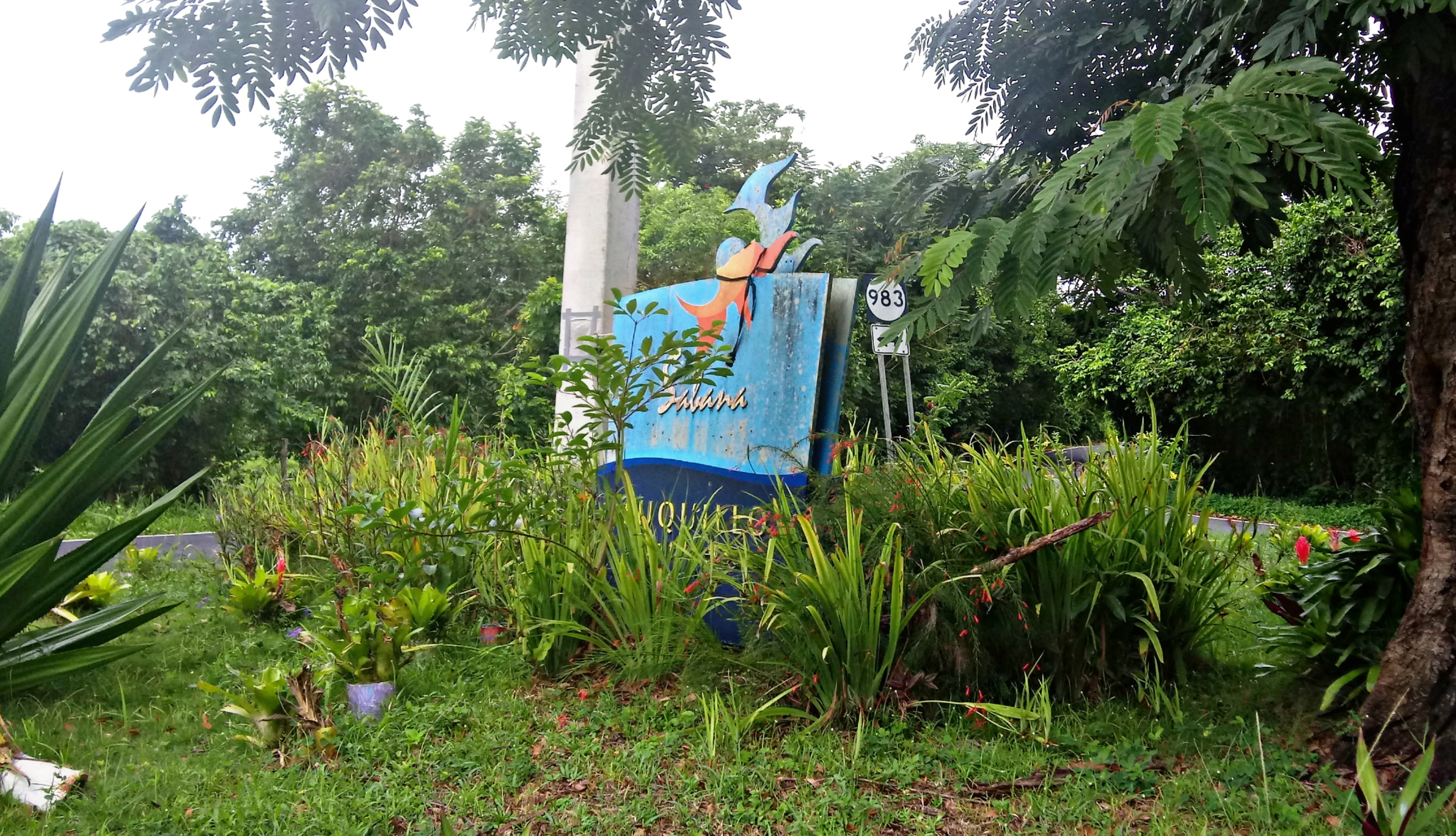
Segnale d'ingresso per il barrio Sabana e PR-983

Non ci sono trasporti pubblici a Luquillo, e i residenti e visitatori si affidano a Uber o "Luquillo Taxi™ & Tours Puerto Rico LLC Luquillo Taxi" per il servizio.
Ci sono 20 ponti a Luquillo.
PR-3 è la strada principale che attraversa Luquillo. Altre strade comunali includono PR-983, PR-988, PR-991 e PR-940.

## Simboli
Su richiesta dell'Amministrazione comunale, l'Istituto di Cultura Portoricana ha presentato il 15 novembre 1978 all'Assemblea municipale, ora denominata "Legislatura Municipale", un progetto preliminare dello scudo, della bandiera e del sigillo. Il 4 dicembre 1978, in sessione ordinaria, l'Assemblea municipale approvò la risoluzione n. 8, Serie 1978-1979 per adottare lo scudo, la bandiera e il sigillo del Comune di Luquillo. Il giorno successivo è stato approvato dal sindaco.

### Bandiera

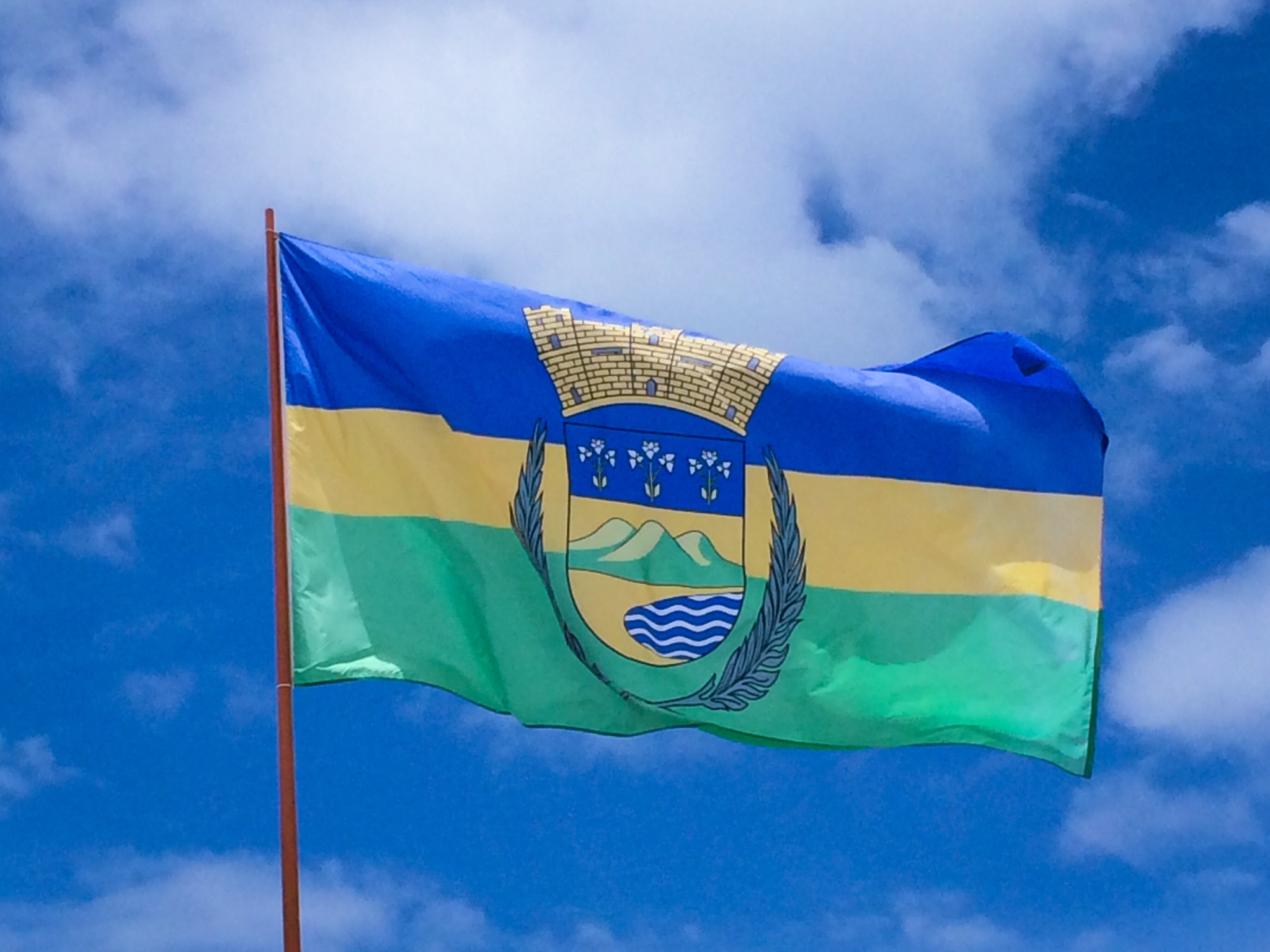
La bandiera di Luquillo issata nella Plaza de Recreo Rosendo Matienzo Cintrón durante la celebrazione del 9º Festival di Tinglar.

La bandiera di Luquillo mostra lo scudo sovrapposto a tre strisce orizzontali. La striscia blu superiore rappresenta il cielo. La striscia gialla centrale rappresenta la sabbia delle sue spiagge. La fascia verde inferiore rappresenta la vegetazione delle sue montagne. Le strisce superiore e inferiore sono ciascuna il doppio della larghezza della striscia centrale.

### Stemma
***Descrizione Araldica***

In campo dorato e in una situazione di fascia elevò, a tutti i costi, una catena montuosa di tre montagne naturali, accompagnata in cima da una baia o rada fasciata da onde d'argento e blu, muovendosi con la catena sinistra; il capo in blu, con tre mazzi di gigli fioriti e fogliati, naturali. Allo squillo di una corona murale d'oro con tre torri, martellate con sciabola e fissate con sinople e, circondando lo scudo sui fianchi e sulla punta, due palme da cocco, naturali, incrociate in basso.
***Simbolismo***
La rada di Campo de Oro, con le montagne sullo sfondo, simboleggia la spiaggia di Luquillo. I mazzi di gigli rappresentano il patriarca San José Obrero, patrono della città e del comune. Le montagne rappresentano la Sierra de Luquillo, da cui la città prende il nome. La corona murale è il simbolo distintivo di città, paesi, paesi e comuni, e significa unità e difesa comune.

### Sigillo
Il sigillo del Comune è costituito da uno scudo lineare in rilievo del sigillo del Governo di Porto Rico, circondato dalla leggenda <<<Governo Municipale di Luquillo, Commonwealth di Porto Rico».

## Inno municipale
Il testo dell'Inno di Luquillo è stato composto dal luquillense Carmelo Alvira Guerra, conosciuto nel mondo della poesia come Canario. L'inno è stato adottato all'unanimità con Risoluzione dell'Assemblea Municipale di Luquillo il 28 marzo 1988. Il 15 aprile 1988 è stato approvato dal sindaco di Luquillo, rendendo il testo, ufficialmente, l'inno del comune.
Successivamente venne adottata la musica dell'Inno, composta da Luis «Mayarí» Skerrett Velázquez, anch'egli luquillense.
```
Junto a las costas del mar atlante
cerca del Yunque, en un rincón,
entre palmeras, muy arrogante, 
se fue formado una población.

Llaman Luquillo de mis amores
al pueblecito que así creció; 
chozas de pajas de pescadores
con el progreso se transformó.

Sus bellas playas y sus mujeres, 
su fe cristiana y su tradición; 
Ilenan el alma, nos traen placeres
recuerdos gratos del corazón.

Lindos paisajes, campos floridos,
nítido el cielo a la luz del sol
forman del pueblo sus coloridos,
y el alma llenan con su arrebol.

Cuando más lejos nos encontramos,
en la alegría o en el dolor; 
Luquillo mío siempre te amamos
y te queremos con gran amor.
```